# Щелкуны-широкотелы
Щелкуны-широкотелы (лат. Selatosomus) — род жуков-щелкунов. Самым известным видом рода является щелкун блестящий (Selatosomus aeneus), личинки которого являются вредителями зерновых злаков (в частности кукурузы), подсолнечника, картофеля, овощных культур и молодых плодовых деревьев.

## Описание
Щелкуны обычно средних размеров, иногда встречаются довольно крупные, все восточно-сибирские виды чёрные или коричневые, обычно с металлическим бронзовым, зеленоватым или синим блеском. Лобный киль разбит на два надусиковых киля. Усики у самцов и самок пиловидные начиная с четвёртого сегмента. Воротничок переднегруди у всех восточно-палеарктических видов округлый, находится на одном уровне с передними углами проплевр. Задний край проплевр с явственной выемкой. Бедренные покрышки задних тазиков сужаются по направлению наружу слабо и неравномерно. Все сегменты лапок без лопастинок.

## Экология
Встречаются в лесах и на лугах. Проволочники являются полифагами, водятся в почве и в лесной подстилке, часто также на пахотных землях, многие виды вредят.

## Систематика
- Selatosomus callidus (Broun, 1936)
- Selatosomus glaucus (Germar, 1843)
- Selatosomus inflatus (Say, 1825)
- Selatosomus inutilis (Broun, 1936)
- Selatosomus cruciatus (Linnaeus, 1758)
- Selatosomus edwardsi (Horn, 1871)
- Selatosomus festivus (LeConte, 1860)
- Selatosomus melancholicus (Fabricius, 1798)
- Selatosomus morulus (LeConte, 1863)
- Selatosomus onerosus (Lewis, 1894)
- Selatosomus pacatus (Lewis, 1894)
- Selatosomus pulcher (LeConte, 1853)
- Selatosomus punctatissimus (Ménétriés, 1851)
- Selatosomus semivittatus (Say, 1823)
- Selatosomus sexualis (Brown, 1935)
- Selatosomus suckleyi (LeConte, 1857)
- Selatosomus trisulcatus (Erichson, 1842)
- Selatosomus vagepictus (Lewis, 1894)
- Selatosomus jakobsoni Stepanov, 1930
- Selatosomus messorobius Dolin, 1971
- Selatosomus aeneomicans (Fairmaire, 1889)
- Selatosomus aeneus (Linnaeus, 1758)
- Selatosomus aeripennis (Kirby, 1837)
- Selatosomus albipubens Reitter, 1910
- Selatosomus alekseevi Dolin et Penev, 1988
- Selatosomus alpinus (Vats et Chauhan, 1992)
- Selatosomus ampliatus (Fairmaire, 1891)
- Selatosomus amplicollis (Germar, 1843)
- Selatosomus appropinquans (Randall, 1839)
- Selatosomus armeniacus Dolin, 1982
- Selatosomus beysehiricus Mertlik, 2000
- Selatosomus caucasicus (Ménétriés, 1832)
- Selatosomus centralis (Candéze, 1881)
- Selatosomus confluens (Gebler, 1829)
- Selatosomus coreanus (Miwa, 1928)
- Selatosomus gloriosus (Kishii, 1955)
- Selatosomus graecus Tarnawski, 1995
- Selatosomus gravidus (Germar, 1843)
- Selatosomus jailensis Dolin, 1971
- Selatosomus lateralis (LeConte, 1853)
- Selatosomus latissimus Reitter, 1910
- Selatosomus luanus Kishii et Jiang, 1999
- Selatosomus miyajimana (Ôhira, 1971)
- Selatosomus montanus (Broun, 1935)
- Selatosomus pecirkanus Reitter, 1910
- Selatosomus puberulus (Candéze, 1879)
- Selatosomus puerilis (Candéze, 1873)
- Selatosomus puncticollis Motschulsky, 1866
- Selatosomus punctipennis Reitter, 1910
- Selatosomus roborowskyi (Koenig, 1889)
- Selatosomus saginatus (Ménétriés, 1832)
- Selatosomus salebrosus Gurjeva, 1989
- Selatosomus sameki Mertlik, 2000
- Selatosomus semimetallicus (Walker, 1866)
- Selatosomus songoricus (Kraatz, 1879)
- Selatosomus splendens (Ziegler, 1844)
- Selatosomus tauricus Dolin, 1975
- Selatosomus whitii (Candéze, 1863)
- Selatosomus acceptus Gurjeva, 1989
- Selatosomus ampliformis Reitter, 1910
- Selatosomus atratus (Ballion, 1878)
- Selatosomus barlaensis Mertlik, 2000
- Selatosomus denisovae Gurjeva, 1978
- Selatosomus informis (Kraatz, 1879)
- Selatosomus karabachensis Dolin, 1982
- Selatosomus lemniscatus Denisova, 1948
- Selatosomus logvinenkoae Dolin, 1982
- Selatosomus mirificus Gurjeva, 1972
- Selatosomus mirus Gurjeva, 1972
- Selatosomus persimilis Dolin, 1982
- Selatosomus theresae Tarnawski, 1995
- Selatosomus turkestanicus Tarnawski, 1995
- Selatosomus victor Gurjeva, 1982